# Ctenolepisma
Ctenolepisma es un género de insectos zigentomos cercanamente emparentados con los pececillos de plata (Lepisma saccharina) y los insectos de fuego (Thermobia). Algunas especies son tan comunes en los hábitats humanos como las anteriores y también se les llama pececillos de plata (de hecho son sólo distinguibles por expertos y en diversos medios aparecen fotografías de Thermobia y Ctenolepisma a las que se refieren como Lepisma). Pero un mayor número de especies aparecen en hábitats naturales. De hecho, parece ser el género con mayor número de especies dentro de los Lepismatidae.

## Especies

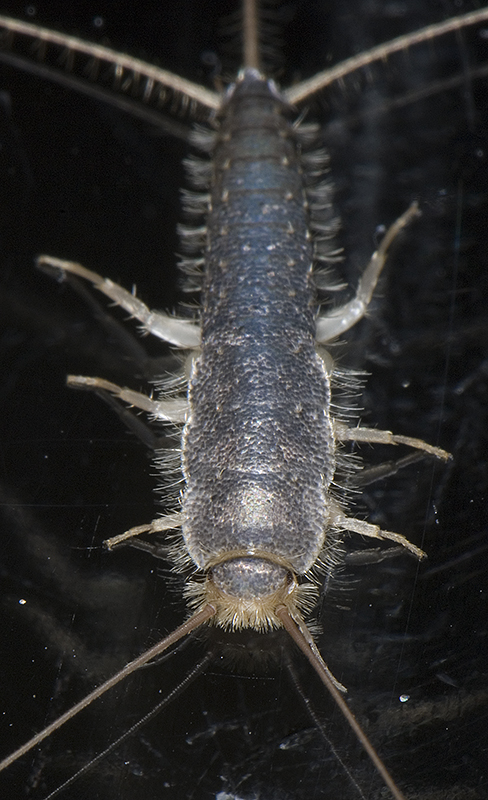
Pececillo de plata gris Ctenolepisma longicaudata.

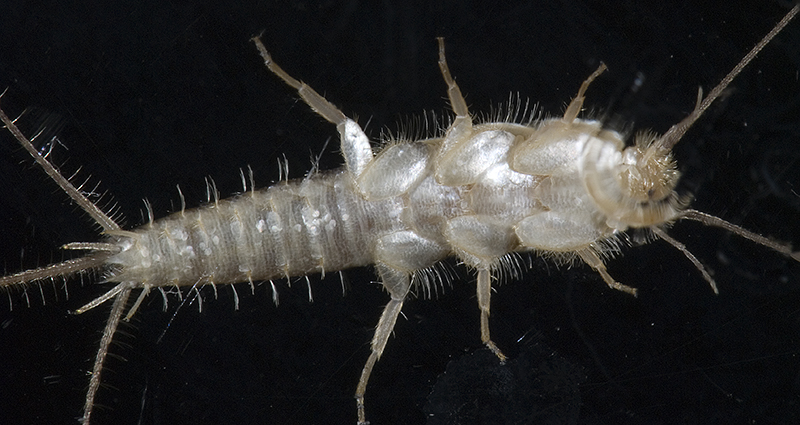
Parte inferior de un macho de pececillo de plata gris.

Dentro del género Ctenolepisma se encuentran las siguientes especies:
- Ctenolepisma abyssinica (Mendes, 1982) (Etiopía)
- Ctenolepisma africanella (Wygodzinsky, 1955) (Sudáfrica)
- Ctenolepisma albida (Escherich, 1905)
- Ctenolepisma algharbica (Mendes, 1978) (Portugal)
- Ctenolepisma almeriensis (Molero-Baltanás, Gaju-Ricart y Bach de Roca, 2005) (España peninsular)
- Ctenolepisma alticola (Silvestri, 1935) (Karakorum)
- Ctenolepisma angustiella (Silvestri, 1949) (África)
- Ctenolepisma armeniaca[2] Molero-Baltanás, et al., 2010 (Armenia)
- Ctenolepisma barchanicum (Kaplin, 1985) (Turkmenistán)
- Ctenolepisma basilewskyi (Wygodzinsky, 1965) (Kenia)
- Ctenolepisma boettgeriana (Paclt, 1961) (India)
- Ctenolepisma burmanica (Parona, 1892) (Birmania)
[Sinónimo: Lepisma burmanica (Parona, 1892)]
- Ctenolepisma cabindae (Mendes, 2002) (Angola)
- Ctenolepisma calva (Ritter, 1910) (Ceilán)
[Sinónimo: Peliolepisma calva Ritter, 1910]
- Ctenolepisma canariensis Mendes et al., 1992 (islas Canarias)
- Ctenolepisma ciliata (Dufour, 1831) (Mediterráneo, Cabo Verde, Afganistán)
[Sinónimos: Lepisma ciliata (Dufour, 1831), Ctenolepisma fuliginosa (Lucas, 1846), Lepisma fuliginosa (Lucas, 1846)]
- Ctenolepisma conductrix (Silvestri, 1918) (Libia)
- Ctenolepisma confalonieri (Silvestri, 1932) (África)
- Ctenolepisma decellei (Mendes, 1982) (Chad)
- Ctenolepisma desaegeri (Mendes, 1982) (Zaire)
- Ctenolepisma dewittei (Mendes, 1982) (Zaire)
- Ctenolepisma dubitalis (Wygodzinsky, 1959) (Islas de Sotavento)
- Ctenolepisma dzhungaricum (Kaplin, 1982) (Kazajistán)
- Ctenolepisma electrans (Mendes, 1998) (ámbar dominicano)
- Ctenolepisma fasciata (Lucas, 1863) (Senegal) dudoso
[Sinónimo: Lepisma fasciata (Lucas, 1863)]
- Ctenolepisma feae (Silvestri, 1908) (Cabo Verde)
- Ctenolepisma gabuensis (Mendes, 1985) (Guinea-Bissau)
- Ctenolepisma guadianica (Mendes, 1992) (Portugal)
- Ctenolepisma guanche (Mendes, 1993) (Islas Canarias)
- Ctenolepisma guineensis (Mendes, 1985) (Guinea-Bissau)
- Ctenolepisma gunini (Kaplin, 1989) (Mongolia)
- Ctenolepisma halophila (Kaplin, 1981) (Turkmenistán)
- Ctenolepisma howa (Escherich in Voeltzkow, 1910) (Madagascar)
- Ctenolepisma hummelincki (Wygodzinsky, 1959) (Islas de Barlovento)
- Ctenolepisma immanis (Mendes, 2004) (Socotra)
- Ctenolepisma incita (Silvestri, 1918) (África)
- Ctenolepisma insulicola (Mendes, 1984) (Grecia)
- Ctenolepisma kaszabi (Wygodzinsky, 1970) (Mongolia)
- Ctenolepisma kervillei (Silvestri, 1911) (Siria, Irán, Omán)
- Ctenolepisma kuhitangicum (Kaplin, 1993) (Turkmenistán)
- Ctenolepisma latisternata (Mendes, 1993) (Congo)
- Ctenolepisma lindbergi (Wygodzinsky, 1955) (Cabo Verde)
- Ctenolepisma lineatum (Fabricius, 1775) (tipo) - pececillo de plata de cuatro líneas (four-lined silverfish en inglés) (Senegal) dudoso
[Sinónimos: Lepisma lineata (Fabricius, 1775), Ctenolepisma annuliseta (Lucas, 1840), Lepisma annuliseta (Lucas, 1840), Ctenolepisma eatoni (Ridley, 1881), Lepisma eatoni (Ridley, 1881), Ctenolepisma mauritanica (Lucas, 1846), Lepisma mauritanica (Lucas, 1846), Ctenolepisma nicoletii (Lucas, 1846), Lepisma nicoletii (Lucas, 1846), Ctenolepisma parisiensis (Nicolet, 1847), Lepisma parisiensis (Nicolet, 1847), Ctenolepisma pilifera (Lucas, 1840), Lepisma pilifera (Lucas, 1840), Ctenolepisma quadriseriata (Packard, 1873), Lepisma quadriseriata (Packard, 1873), Ctenolepisma reticulata (Schäffer, 1897), Lepisma reticulata (Schäffer, 1897), Ctenolepisma rubroviolacea (Schäffer, 1897), Lepisma rubroviolacea (Schäffer, 1897), Ctenolepisma subvittata (Guerin, 1838), Lepisma subvittata (Guerin, 1838), Ctenolepisma vittata (Fabricius, 1798), Lepisma vittata (Fabricius, 1798)]
- Ctenolepisma longicaudata (Escherich, 1905) - pececillo de plata gris (Cosmopolita)
 [Sinónimo: Ctenolepisma urbana (Slabaugh, 1940)]
- Ctenolepisma madagascariensis (Escherich in Voeltzkow, 1910) (Madagascar)
- Ctenolepisma maroccana (Mendes, 1980) (Marruecos)
- Ctenolepisma michaelseni (Escherich, 1905)
- Ctenolepisma nigerica (Mendes, 1982) (Nigeria)
- Ctenolepisma nigra (Oudemans in Weber, 1890) (Indonesia, India)
[Sinónimo: Lepisma nigra (Oudemans en Weber, 1890)]
- Ctenolepisma petiti (Lucas, 1840) (Senegal) dudoso
[Sinónimo: Lepisma petiti (Lucas, 1840)]
- Ctenolepisma picturata (Wygodzinsky, 1955) (Sudáfrica)
- Ctenolepisma pinicola (Uchida, 1964) (Japón)
- Ctenolepisma pretoriana (Wygodzinsky, 1955) (Sudáfrica)
- Ctenolepisma przewalskyi (Kaplin, 1982) (Kirguistán)
- Ctenolepisma rodriguezi Mendes et al., 1992 8islas Canarias)
- Ctenolepisma roszkowskii (Stach, 1935) (Israel; Túnez)
- Ctenolepisma rothschildi (Silvestri, 1907) (África, Etiopía?)
 [Sinónimos: Ctenolepisma diversisquamis (Silvestri, 1908), Ctenolepisma reducta (Folsom, 1923)]
- Ctenolepisma sabirovae (Kaplin, 1980) (Turkmenistán)
- Ctenolepisma sanctaehelenae (Wygodzinsky, 1970) (Isla Santa Elena)
- Ctenolepisma sergii (Kaplin, 1982) (Kazajistán)
- Ctenolepisma serranoi (Mendes, 1985) (Guinea-Bissau)
[Sinónimo: Ctenolepisma gambiana (Irish, 1986)]
- Ctenolepisma somaliensis (Mendes, 1988) (Somalia)
- Ctenolepisma submagna (Silvestri, 1908) (Guinea Portuguesa)
- Ctenolepisma sudanica (Mendes, 1982) (Sudán)
- Ctenolepisma tanzanica (Mendes, 1982) (Tanzania)
- Ctenolepisma targioniana (Silvestri, 1908) (África Central; Brasil, Venezuela, Antillas)
- Ctenolepisma targionii (Grassi y Rovelli, 1889) (Mediterráneo)
[Sinónimo: Lepisma targionii (Grassi y Rovelli, 1889)]
- Ctenolepisma tavaresi (Navás, 1906) (Portugal) dudoso
- Ctenolepisma tenebrica (Silvestri, 1949) (África Central)
- Ctenolepisma terebrans (Silvestri, 1908) (Sudáfrica)
  - Ctenolepisma terebrans pluriseta (Silvestri, 1908) (Sudáfrica; África Central)
  - Ctenolepisma terebrans terebrans (Silvestri, 1908)
- Ctenolepisma turcomanicum (Kaplin, 1993) (Turkmenistán
- Ctenolepisma unipectinata (Mendes, 1982) (Kenia)
- Ctenolepisma unistila (Silvestri, 1908) (Cabo Verde)
- Ctenolepisma vanharteni (Mendes, 2004) (Socotra)
- Ctenolepisma versluysi (Escherich, 1905) (México, Antillas)
- Ctenolepisma vieirai (Mendes, 1981) (Madeira)
- Ctenolepisma villosa (Fabricius, 1775) (China, Japón, Corea)
[Sinónimo: Lepisma villosa (Fabricius, 1775)]
- Ctenolepisma wahrmani (Wygodzinsky, 1952) (Brasil)
- Ctenolepisma weberi (Escherich, 1905) (Sudáfrica)